# Площа Жупанатська
Вулиця (площа) Жупанатська — одна з центральних вулиць міста Ужгород, площа асиметрична, розташована на схилі пагорба. Від вулиці Жупанатської починається найдовша вулиця міста — Собранецька, що тягнеться до Державного кордону України із Словаччиною. Інший кінець вулиці виходить на перехрестя вулиць Довженка, Фединця і Корятовича.

##### Архітектура вулиці
Архітектура Жупанатської вулиці складалася віками без якогось єдиного плану. Хоч її будівлі належать до різних епох, в цілому вони творять гармонійний ансамбль.  

##### Історія і сьогодення
На площі Жупанатській варто відвідати скверик (вул. Довженка — пл. Жупанатська), де серед альпійської флори "сидять" відомі закарпатські художники – засновникам закарпатської школи живопису А. Ерделі і Й. Бокшай. Пам’ятник встановлений у (1993) 1999 р. на честь дня міста – 1106 років. (1993). Ужгородський сквер-альпінарій —– малий аналог київської Володимирської гірки. Альпінарій покритий природними залишками вулканічних порід. Нагорі альпінарію викладена штучна гірка з жовтуватого вапняку. З неї бере початок потічок, який стікає в озерце, що своїми берегами нагадує контури кордонів Угорського королівства. В Альпінарії росте самшит, ялівець, туя, сосна, ялина, береза, а також альпійські і субальпійські трави і квіти. 
Вище альпінарію — двоповерховий П-образний будинок, де від 1809 р. до кінця І світової війни містився уряд Ужанського комітату (жупи) — Жупанат (Комітат — обласна управа). Споруда виконувала не тільки адміністративні функції — тут відбувалися різноманітні прийоми, театральні вистави, збори і засідання політичних партій, культурно-освітніх та громадських організацій. У великому, так званому Історичному залі 8 травня 1919 р. відбулося засідання Центральної Руської Народної Ради, на якому було прийнято рішення про приєднання Закарпаття до Чехословаччини. В цей період (1919-1938 рр.) тут була розташована резиденція губернатора. Сьогодні в цій будівлі розміщується Закарпатський обласний художній музей ім. Й. Бокшая (пл. Жупанатська, №3). В музеї зібрано близько 2000 творів живопису, графіки та скульптури українського, угорського та російського мистецтва. Тут найповніша колекція робіт закарпатських авторів Мункачі, Ревеса, Ерделі, Бокшая, Свиди, Шолтеса, Кашшая, Глюка, Коцки, Гарапка, Контратовича, Грабара та інших. На фронтоні жупанату розміщений герб Ужанського комітату — чоловік з трьома колосками в одній руці і трьома жолудями в іншій. Емблема символізує родючість і лісистість Ужанської долини. Біля жупанату у 1890 році встановлено перші в місті 12 гасових ліхтарів, 1902 — електричні.   
Перед входом до Закарпатського обласного художнього музею ім. Йосипа Бокшая, де колись розташовувалася місцева адміністрація — Жупанат 2 грудня 2017 року встановили бронзову фігурку першого губернатора Закарпаття Георгія Жатковича. Приурочили відкриття скульптурки “Liberty Bell” до дня народження громадського діяча, який народився 2 грудня 1886 року. Мініатюрний Г. Жаткович сидить на “дзвоні Свободи” — головному символові американської історії боротьби за незалежність від Великої Британії. Скульптор Михайло Колодко зберіг на легендарному дзвоні тріщину та викарбував слова з Біблії “Нехай свобода буде проголошена через цілий світ усім жителям його!”.
На металевих воротах біля Закарпатського обласного музею ім. Й. Бокшая «сидить» бронзова фігурка Енді Ворхола, яку презентували 6 грудня 2014 року.  
Біля музею стоїть будівля реформатської (кальвіністської) церкви 1793—1796 рр. у псевдоготичному стилі, увінчана восьмикутною булавою (Жупанатська пл. №5). Вона має цікаву передісторію. Ще 1546 року в Ужгороді відбулося найперше зібрання протестантської громади. У 1589 році проповідником призначили Павла Мішкольці з повним забезпеченням за рахунок фортеці, міста і общини. У XVII столітті розгорілася жорстка боротьба між реформатами і католиками, що скінчилася перенесенням реформатського приходу на початку XVIII століття до Радванки, де Адам Хорват—Павловецький віддав для його потреб свій маєток. Тільки у 1767 році проповідник Емеріх Дьєрді відновив громаду і в Ужгороді. З 1789 року імператор Йосиф ІІ дозволив збудувати нову церкву. 12 червня 1792 року місто отримало розпорядження виділити реформатам дві ділянки. 16 травня 1793 року закладено перший камінь нового храму. Храм у псевдоготичному стилі було завершено 1796 року і освячено душпастирем Юрієм Гедером. Сучасного вигляду храм набув в 1905—1906 рр. за проектом будапештської фірми “Фегер та Ріхтер”.
В 1818 р. священник Йожеф Нодь побудував поряд кам’яний будинок для священника, в 1852 р. в церкві встановлено орган, а в 1891 р. весь комплекс було оточено металевою огорожею, яку можна побачити і сьогодні. Реальна школа для хлопців споруджена в 1904 р. у стилі англійського романтизму. Нині тут діє спеціалізована словацькомовна школа № 4 (вул. Жупанатська, №10). В її палісаднику — сторічний екземпляр тису ягідного. Від неї дорога стрімко зривається вниз, до центрального ринку. 
Вхід до школи (мурована стійка вхідних воріт) ЗОШ № 4 прикрашає міні-скульптура Михайла Колодка присвячена сержанту американської армії русинського походження зі Словаччини Майклу Стренку. Він відомий тим, що був учасником бойових дій в Азіатсько—Тихоокеанському регіоні Другої Світової війни, входив до групи солдатів, які піднімали прапор на Іодзімі. Скульптуру встановлено 17 лютого 2015 року.

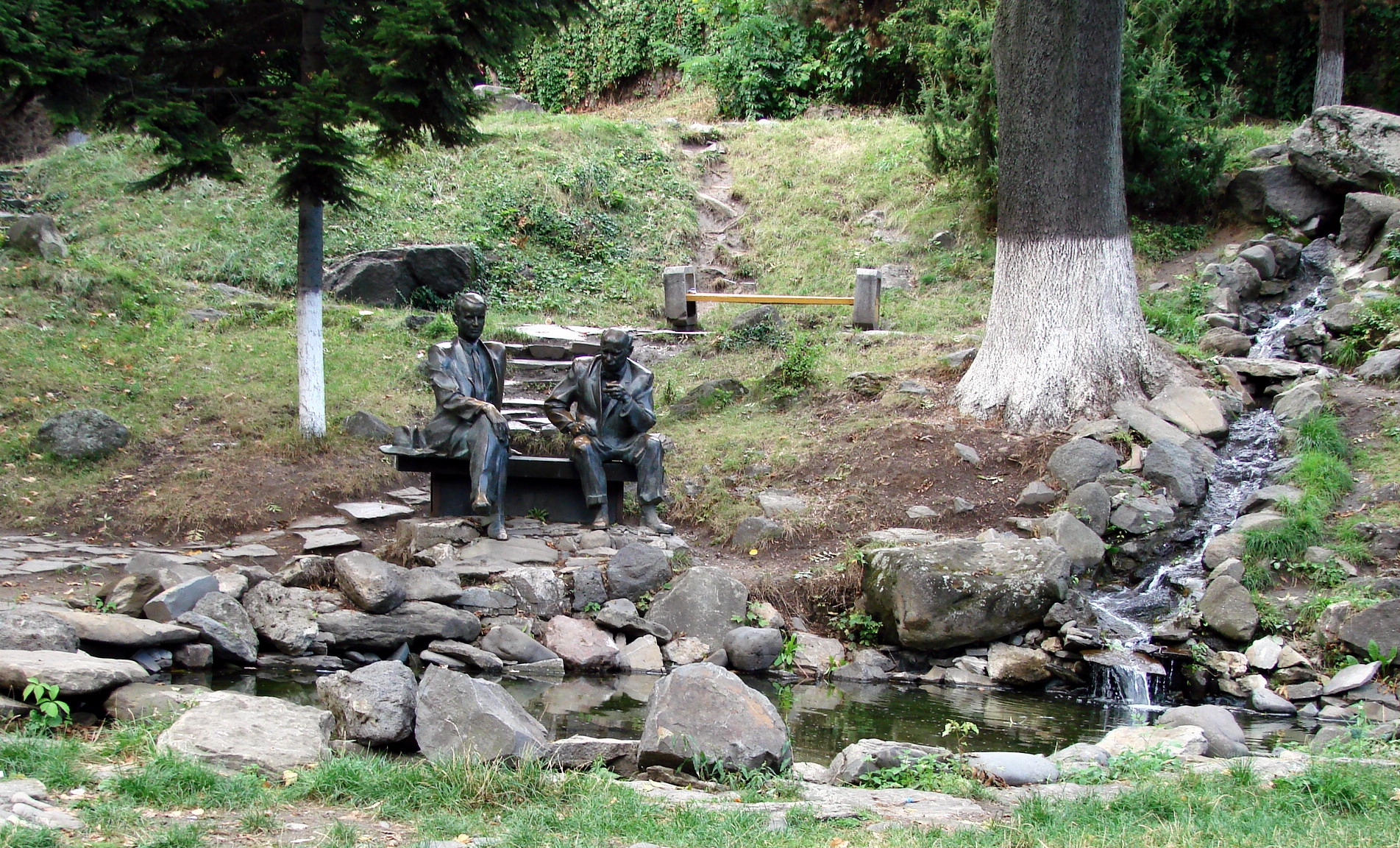
Пам'ятник закарпатським українським художникам Й. Бокшаю та А. Ерделі, сквер-альпінарій по вул. Довженка-Жупанатська.
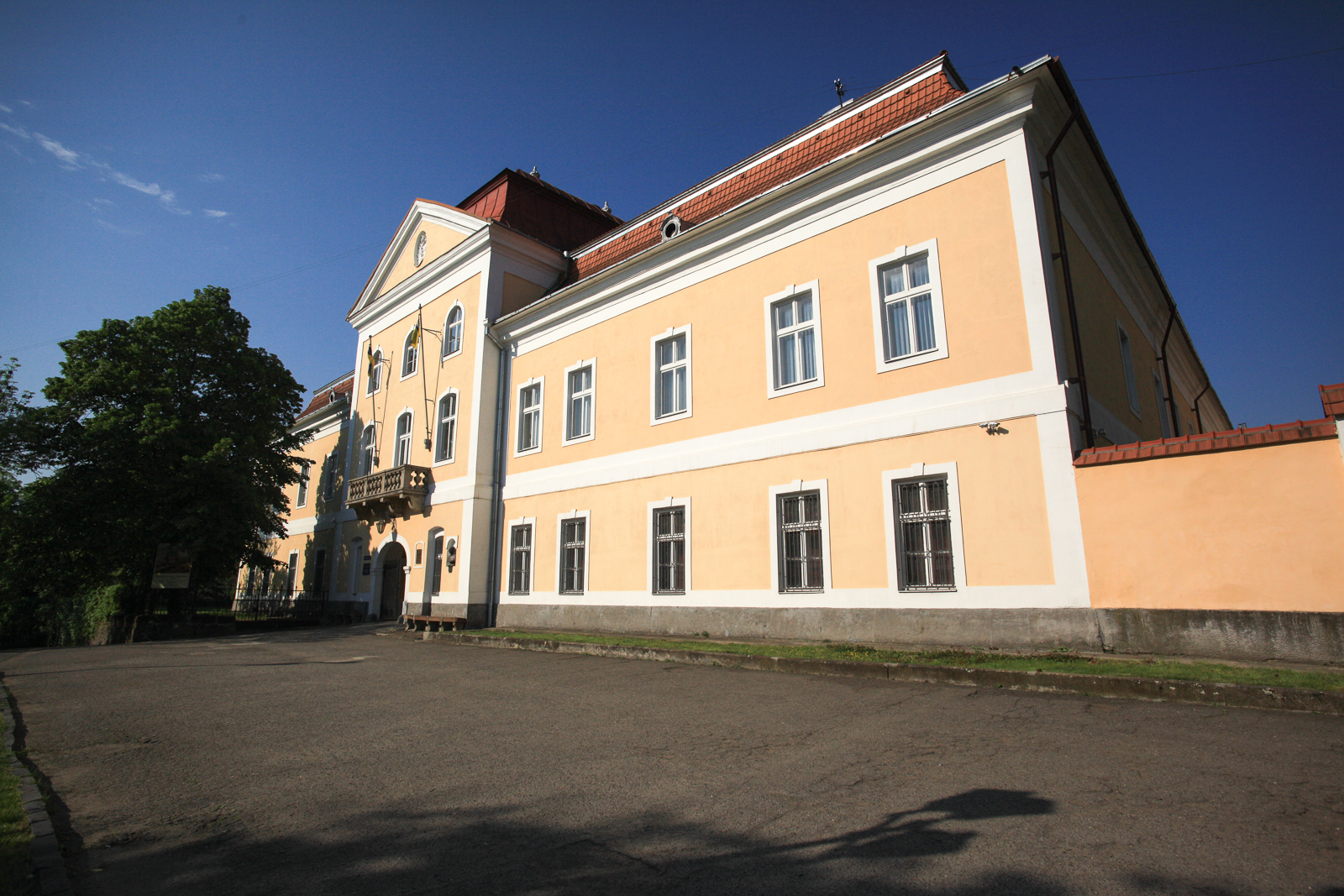
Закарпатський обласний художній музей ім. Й. Бокшая (пл. Жупанатська, №3) колишній будинок правління Ужанського комітату.
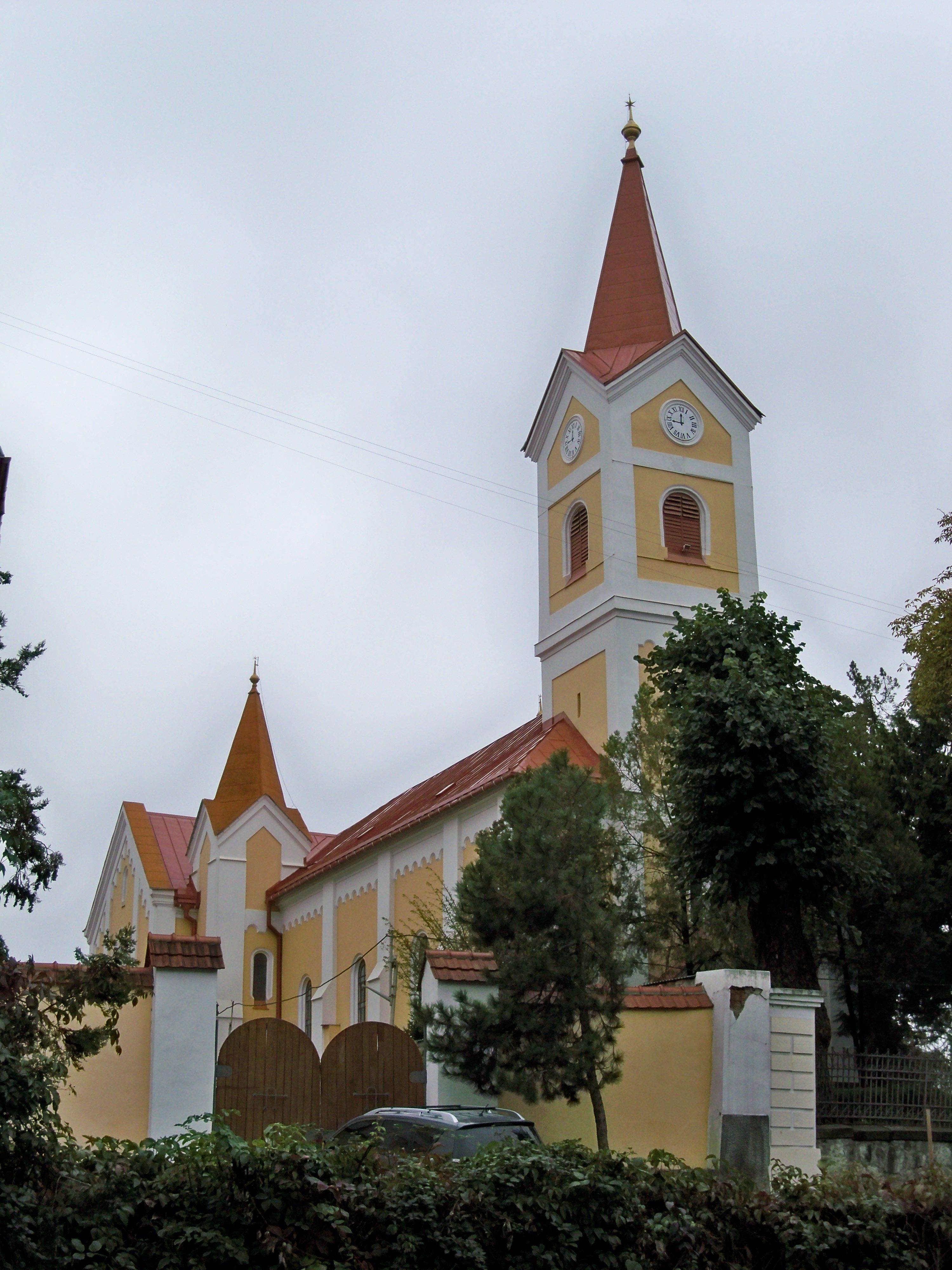
Реформатська (кальвіністська) церква, вул. Жупанатська 5а.
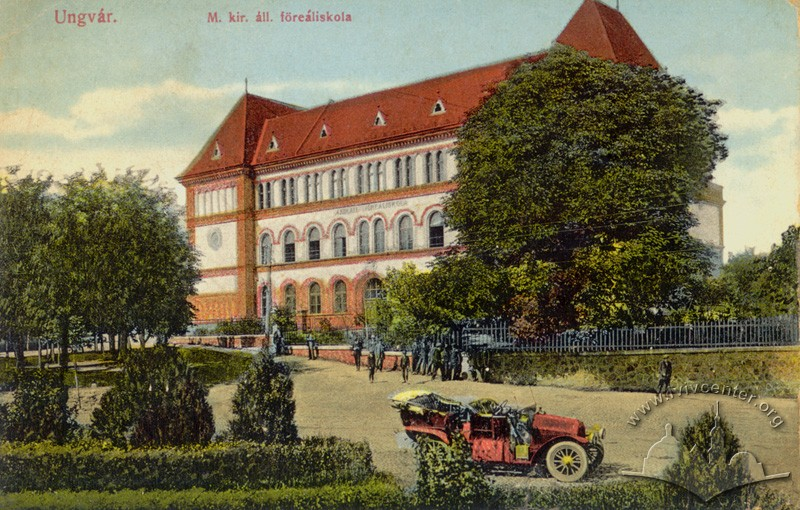
На поштівці 1913 р. зображена реальна школа для хлопців на пл. Жупанатській, Тепер це загальноосвітня щкола №4.
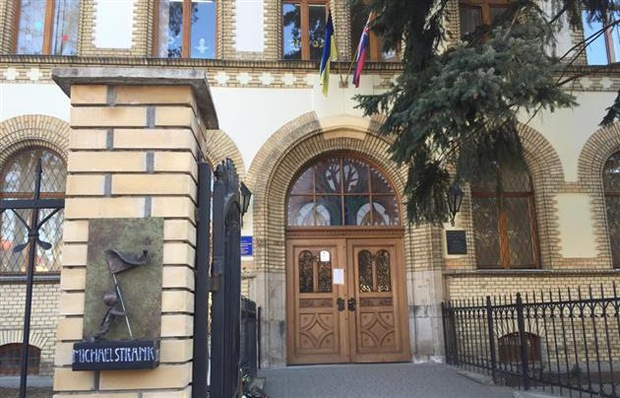
Міні-скульптура Майклу Стренку, вул. Жупанатська, 10, на воротах ЗОШ № 4.

#### Що цікавого на площі Жупанатській
- № 1 — адміністративна будівля/офіс, багатоквартирний житловий будинок (в цьому будинку: Закарпатська регіональна дирекція Укрексімбанку, Крамниця «Зіна», Квітковий магазин Decor Mascagni, Мандарин, Аптечний кіоск, Bombey, Кафе «Бондаренко», Idea Bank).
- № 3 — Закарпатський обласний художній музей імені Й. Бокшая — пам'ятка (Музей працює щоденно, крім понеділка, 10:00 -17:00. В цьому будинку: 1. Спілка письменників України. 2. Спілка художників України).
- № 5 — Реформатська (кальвіністська) церква.
- № 6 — адміністративна будівля/офіс
- № 7, 13 та 14 — багатоквартирний житловий будинок
- № 8 — Кредитна спілка «Святий Мартин».
- № 9 —  індивідуальний житловий будинок
- № 10 — ЗОШ № 4 (пам'ятка архітектури (історії).
- № 12 — Закарпатська регіональна дирекція банку «Форум» (Історична Пам'ятка).
- № 15 — багатоквартирний житловий будинок (В цьому будинку: Рекламне агентство Shark, туроператор «Muse travel»).
- № 16 — багатоквартирний житловий будинок (В цьому будинку: Комп'ютерний магазин «Мікротек»).
- № 17 — багатоквартирний житловий будинок (В цьому будинку: Аптека «Фармація»)
- № 18 — Енергонагляд.